# Briefmarken-Jahrgang 2026 der Bundesrepublik Deutschland
Der Briefmarken-Jahrgang 2026 der Bundesrepublik Deutschland wurde am 5. Dezember 2024 vom zuständigen Bundesministerium der Finanzen vorgestellt. Geplant ist wieder die Ausgabe von 52 Postwertzeichen.

## Liste der Ausgaben und Motive
Legende
- Bild: Eine bearbeitete Abbildung der genannten Marke. Das Verhältnis der Größe der Briefmarken zueinander ist in diesem Artikel annähernd maßstabsgerecht dargestellt. Sollten keine Marken abgebildet sein, liegt es daran, dass das Urheberrecht des Künstlers noch nicht erloschen ist.
- Beschreibung: Eine Kurzbeschreibung des Motivs und/oder des Ausgabegrundes. Bei ausgegebenen Serien oder Blocks werden die zusammengehörigen Beschreibungen mit einer Markierung versehen eingerückt.
- Wert: Der Frankaturwert der einzelnen Marke in Eurocent. Ein „+“ bedeutet, dass es sich um eine Zuschlagsmarke handelt (= Frankaturwert + Spende).
- Ausgabedatum: Das Datum des erstmaligen Verkaufs dieser Briefmarke.
- Auflage: Soweit bekannt, wird hier die zum Verkauf angebotene Anzahl dieser Ausgabe angegeben.
- Entwurf: Soweit bekannt, wird hier angegeben, von wem der Entwurf dieser Marke stammt.
- Mi.-Nr.: Diese Briefmarke wird im Michel-Katalog unter der entsprechenden Nummer gelistet.

| Sondermarken | Sondermarken | Sondermarken      | Sondermarken          | Sondermarken | Sondermarken | Sondermarken | Sondermarken |
| ------------ | --- | ----------------- | --------------------- | ------------ | ------------ | ------------ | ------------ |
| Bild         | Beschreibung | Werte in Eurocent | Ausgabe- datum (2026) | Auflage      | Entwurf      | Mi.-Nr.      |              |
|              | 800 Jahre Stadt Hamm |                   | T. MMMM               | ?            |              | 3…           |              |
|              | 250. Geburtstag E. T. A. Hoffmann |                   | T. MMMM               | ?            |              | 3…           |              |
|              | 250. Geburtstag Luise von Mecklenburg-Strelitz |                   | T. MMMM               | ?            |              | 3…           |              |
|              | 200. Geburtstag Julie Hausmann |                   | T. MMMM               | ?            |              | 3…           |              |
|              | 150 Jahre Bayreuther Festspiele |                   | T. MMMM               | ?            |              | 3…           |              |
|              | 125. Geburtstag Marlene Dietrich |                   | T. MMMM               | ?            |              | 3…           |              |
|              | 125 Jahre Eröffnung der Darmstädter Künstlerkolonie |                   | T. MMMM               | ?            |              | 3…           |              |
|              | 100 Jahre Friedensnobelpreis für Gustav Stresemann und Aristide Briand |                   | T. MMMM               | ?            |              | 3…           |              |
|              | 100. Geburtstag Hans-Jochen Vogel |                   | T. MMMM               | ?            |              | 3…           |              |
|              | 100. Geburtstag Siegfried Lenz |                   | T. MMMM               | ?            |              | 3…           |              |
|              | 75 Jahre Bundesverfassungsgericht |                   | T. MMMM               | ?            |              | 3…           |              |
|              | 75 Jahre Genfer Flüchtlingskonvention |                   | T. MMMM               | ?            |              | 3…           |              |
|              | 50 Jahre Georg-Forster-Station |                   | T. MMMM               | ?            |              | 3…           |              |
|              | 25 Jahre Frauen in der Bundeswehr |                   | T. MMMM               | ?            |              | 3…           |              |
|              | Aenne Burda |                   | T. MMMM               | ?            |              | 3…           |              |
|              | Aktuelles Thema: N.N. |                   | T. MMMM               | ?            |              | 3…           |              |
|              | Blumengruß |                   | T. MMMM               | ?            |              | 3…           |              |
|              | Die schönsten Sonnenuntergänge |                   | T. MMMM               | ?            |              | 3…           |              |
|              | Gemeinschaftsausgabe: Litauen |                   | T. MMMM               | ?            |              | 3…           |              |
|              | Comic von Ralph Ruthe |                   | T. MMMM               | ?            |              | 3…           |              |
|              | Neue Deutsche Welle |                   | T. MMMM               | ?            |              | 3…           |              |
|              | Spitzenklöppeln als Immaterielles Kulturerbe |                   | T. MMMM               | ?            |              | 3…           |              |
|              | SpongeBob Schwammkopf |                   | T. MMMM               | ?            |              | 3…           |              |
|              | Queen Elisabeth II |                   | T. MMMM               | ?            |              | 3…           |              |
|              | Weihnachten/Winter |                   | T. MMMM               | ?            |              | 3…           |              |
|              | „Weißt Du eigentlich, wie lieb ich Dich habe“ |                   | T. MMMM               | ?            |              | 3…           |              |
|              | Serie: Sehenswürdigkeiten in Deutschland Krämerbrücke, Erfurt und N.N. (2 Marken) |                   | T. MMMM               | ?            |              | 3…           |              |
|              | Serie: Sehenswürdigkeiten in Deutschland Krämerbrücke, Erfurt und N.N. (2 Marken) |                   | T. MMMM               | ?            |              | 3…           |              |
|              | Serie „Frauen im Widerstand gegen den Nationalsozialismus“ Eva Mamlok (1918–1944) |                   | T. MMMM               | ?            |              | 3…           |              |
|              | Serie „Europa“ 70 Jahre EUROPA-Briefmarke |                   | T. MMMM               | ?            |              | 3…           |              |
|              | Serie: Tag der Briefmarke: Schätze der Philatelie: The Alexandria „Blue Boy“ |                   | T. MMMM               | ?            |              | 3…           |              |
|              | Serie „Kryptomarken“ – N.N. (2 Marken) |                   | T. MMMM               | ?            |              | 3…           |              |
|              | Serie „Beliebte Haustiere“ – Vögel |                   | T. MMMM               | ?            |              | 3…           |              |
|              | Serie „Beliebte Urlaubsziele der Deutschen“ – Alpen |                   | T. MMMM               | ?            |              | 3…           |              |
|              | Serie „Helden der Kindheit“ – Familie Feuerstein und N.N. (2 Marken) |                   | T. MMMM               | ?            |              | 3…           |              |
|              | Serie „Legenden der Pop-/Rockmusik“ – Whitney Houston |                   | T. MMMM               | ?            |              | 3…           |              |
|              | Serie „Superhelden“ – Batman und The Flash |                   | T. MMMM               | ?            |              | 3…           |              |
|              | Serie „Zeitreise Deutschland“ – Die Schwebebahn, Wuppertal |                   | T. MMMM               | ?            |              | 3…           |              |
|              | Plusmarken-Serie „Für die Wohlfahrtspflege“ zur Unterstützung der Bundesarbeitsgemeinschaft der Freien Wohlfahrtspflege e. V.: Helferinnen und Helfer der Menschheit 2.0: - Agnes Karll (1868–1927) - Ernst Jakob Christoffel (1876–1955) - Eduard Zimmermann (1929–2009) | + + +             | T. MMMM               | ?            |              | 3…           |              |
|              | Plusmarken-Serie „Für den Sport“ zur Unterstützung der Stiftung Deutsche Sporthilfe: Olympische und paralympische Winterspiele 2026 (Mailand und Cortina) (3 Marken) | + + +             | T. MMMM               | ?            |              | 3…           |              |
|              | Plusmarken-Serie „Für die Jugend“ zur Unterstützung der Stiftung Deutsche Jugendmarke e. V. Plattencover: - Die Toten Hosen - Karat - N.N. | + + +             | T. MMMM               | ?            |              | 3…           |              |
|              | Plusmarken-Serie „Für den Umweltschutz“ Anpassung an den Klimawandel | +                 | T. MMMM               | ?            |              | 3…           |              |
|              | Plusmarken-Serie „Weihnachten“ zur Unterstützung der Bundesarbeitsgemeinschaft der Freien Wohlfahrtpflege e. V.: Kirchenfenster | +                 | T. MMMM               | ?            |              | 3…           |              |